# التهاب العظم والنقي في الفكين
التهاب العظم والنقي في الفكين هو التهاب في العظم والنقي (عدوى والتهاب في نقي العظم، اختصارًا أو إم) يصيب عظام الفكين (الفك العلوي والفك السفلي). شكل التهاب العظم والنقي في الفكين تاريخيًا اختلاطًا شائعًا بعد العدوى السنية (عدوى في الأسنان)، وكانت هذه الحالة قاتلةً قبل حقبة المضادات الحيوية.
تتضمن الأسماء السابقة والعامية النخر العظمي في الفكين (أو إن جي) والسنخ الجاف أو الرطب و «إن آي سي أو» (الألم العصبي المحرّض بالنخر العظمي التكهفي). يُفرق المصطلح الحديث الأكثر صحًة التهاب العظم والنقي في الفكين عن الظاهرة الحديثة نسبيًا علاجية المنشأ المسماة النخر العظمي في الفكين المحدث بالبيسفوسفونات. كُشفت هذه الأخيرة عند النساء المعالجات بالبيسفوسفونات لتدبير هشاشة العظام غالبًا بعد سن اليأس.

## التصنيف
يشبه تصنيف التهاب العظم والنقي في الفكين تصنيف التهاب العظم والنقي عمومًا، ويعتمد على طول مدة الالتهاب أو وجود القيح (تشكل قيحي). يُعرف التهاب العظم والنقي الحاد بأنه التهاب في العظم والنقي يستمر لأقل من شهر واحد، ويستخدم مصطلح التهاب العظم والنقي المزمن عندما تستمر الحالة أكثر من شهر. يقل شيوع الشكل المقيح في البلدان المتقدمة ويكثر في البلدان النامية. تتبع معظم الحالات في أوروبا والولايات المتحدة العدوى السنية أو الجراحة الفكية أو كسور الفك السفلي. أبلغ عن ترافق المرض في العديد من الحالات في أفريقيا مع التهاب اللثة التقرحي الناخر الحاد أو قارحة الفم.
شاع انتشار التهاب العظم والنقي الحاد في الفكين في الحقبة السابقة لاستخدام المضادات الحيوية. تشمل العدوى المنتشرة الكبيرة كامل جانب الفك السفلي أو أحد الجوانب مع الجهة المقابلة له ممتدًا حتى الثقبة الذقنية. يميل التهاب العظم والنقي الموضع لأن يكون عموديًا يشمل قطعة صغيرة من جسم الفك السفلي من القمة السنخية حتى الحافة السفلية، أو سنخيًا تنعزل فيه قطعة من العظم السنخي حتى مستوى القناة السنخية السفلية متضمنةً عدة تجاويف سنية.
تغير التاريخ الطبيعي لعلاج التهاب العظم والنقي في الفكين كثيرًا بعد استخدام المضادات الحيوية، ومع ذلك تكون العدوى خفيةً حاليًا في أغلب الحالات لأنها لا تظهر على الأشعة السينية للأسنان ما لم يكن هناك انخفاض مهم في الكثافة العظمية. لا تعترف بعض مدارس طب الأسنان في مناهجها الدراسية بالالتهاب الصامت للعظم والنقي في الفكين (تكون الحالة دون تظاهرات واضحة مرئية). تفقد المضادات الحيوية فعاليتها أحيانًا بسبب الضعف الكبير للدوران الدموي في عظام الفك.